# Janusz Józef Walczak
Janusz Józef Walczak (zm. 28 października 2021) – polski specjalista w zakresie budowy i eksplantacji maszyn, prof. dr hab. inż.

## Życiorys
Obronił pracę doktorską, następnie uzyskał stopień doktora habilitowanego. 31 lipca 2000 nadano mu tytuł profesora w zakresie nauk technicznych. Został zatrudniony na stanowisku profesora zwyczajnego w Instytucie Technicznym na Wydziale Społecznym i Technicznym Państwowej Wyższej Szkole Zawodowej w Koninie, oraz w Katedrze Techniki Cieplnej na Wydziale Maszyn Roboczych i Transportu Politechniki Poznańskiej.
Był dyrektorem Instytutu Technicznego na Wydziale Społecznym i Technicznym Państwowej Wyższej Szkole Zawodowej w Koninie i dziekanem na Wydziale Maszyn Roboczych i Transportu Politechniki Poznańskiej.
Zmarł 28 października 2021, pochowany na cmentarzu Miłostowo w Poznaniu.

## Wyróżnienia
- 2000: Nagroda Premiera za współpracę z przemysłem[1]
- 2000: Nagroda Ministra[1]